# Isabel Rößler

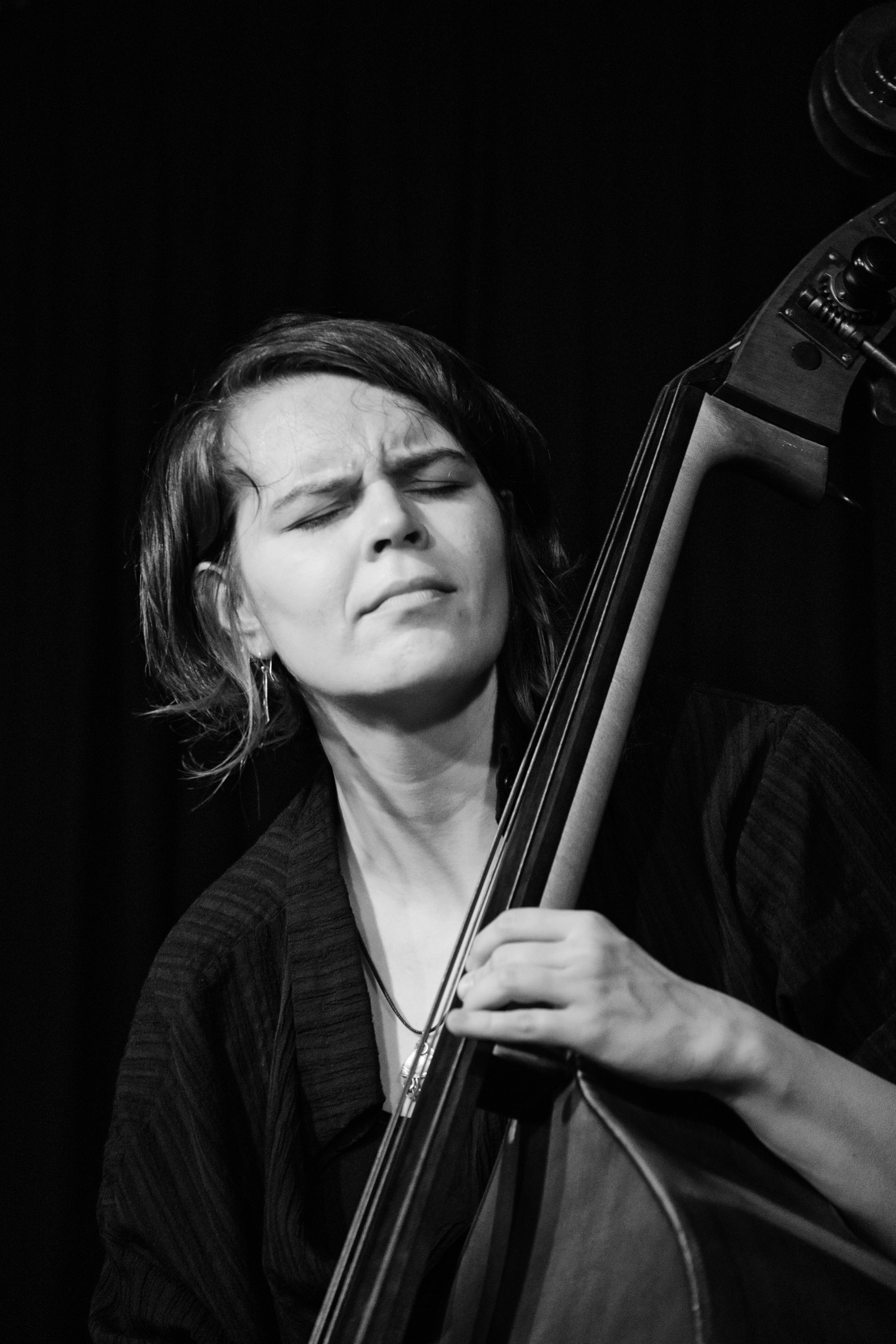
Isabel Rößler mit FLUT im Club W71, 2025

Isabel Rößler (* um 1995) ist eine deutsche Jazz- und Improvisationsmusikerin (Kontrabass, Komposition).

## Leben und Wirken
Rößler studierte Jazz-Kontrabass an der Hochschule für Musik Nürnberg und an der Estnischen Musikakademie in Tallinn. Nach ihrem Studium zog sie 2019 nach Berlin, wo sie seitdem in der dortigen Improvisationsszene arbeitet, u. a. mit Girilal Baars und Olaf Rupp. Außerdem ist sie Mitglied in der Bigband The Omniversal Earkestra. Weitere Projekte, in denen sie involviert ist, sind OBSiDiAN (mit Vojta Drnek, Jan Leipnitz), das Red Color Trio (mit Edith Steyer, Hada Benedito), Chili Baby (mit Steyer und Joe Hertenstein), das Quintett SORBD, das Duo Trespassing Rooms (mit Samuel Hall), das Brad Henkel Quartet und das Quartett HFM mit Henrik Walsdorff, Florian Müller und Martial Frenzel.
Mit der kollaborativen Band FLUT, die Rößler 2015 mit Christopher Kunz gründete, ist sie regelmäßig europaweit in verschiedenen Besetzungen, etwa mit Dan Peter Sundland, Tony Buck, Anna Kaluza, Rieko Okuda, Dag Magnus Narvesen oder Samuel Hall auf Tourneen und auch regional in zahlreichen Projekten sowie auf Tonträgern zu hören. Weiterhin kollaborierte sie mit Künstlern aus den Bereichen Lyrik/Sprache, Objekttheater, Tanz/Performance, Bildender Kunst und Bühnenvisualisierungen.

## Preise und Auszeichnungen
Rößler gehörte in unterschiedlichen Bandformationen 2014 und 2018 zu den Gewinnern des Bruno-Rother-Jazz-Wettbewerbs und erhielt 2018 mit „Flut“ den Stroboskop-Preis von Radio Z.

## Diskographische Hinweise
- Hada Benedito & Isabel Rößler: Live at Au Topsi Pohl (2022)
- Isabel Rößler & Guido Kohn: Spatial (2022)
- Girilal Baars & Isabel Rößler: Double Up (2023)
- Isabel Rößler, Vojta Drnek, Jan Leipnitz: OBSiDiAN (2024)
- SORBD: Wild Peacock in Transit (Relative Pitch Records, 2024), mit Edith Steyer, Mia Dyberg, Rieko Okuda, Sofia Borges
- Olaf Rupp / Isabel Rößler / Samuel Hall: Rupp–Rößler–Hall (2025)